# New York State Route 28N
La New York State Route 28N, abrégée NY 28N, est une autoroute étatique ayant un sens est-ouest dans le nord de l’État de New York (États-Unis). Elle s'étend sur environ 82 km au travers des monts Adirondack, entre Blue Mountain Lake et North Creek. Il s'agit d'un itinéraire nord alternatif à la NY 28 entre ces deux localités. En tant que telle, elle traverse plusieurs localités que la NY 28 contourne au sud. Le point le plus à l'ouest de la NY 28N se superpose à la NY 30 dans la ville de Long Lake avant de se séparer dans le village : la NY 30 se dirigeant vers le nord et la NY 28N se dirigeant vers l'est au travers des régions montagneuses du parc Adirondack.
La section de 64,3 km de la NY 28N qui n'est pas confondue avec la NY 30 est appelée Roosevelt–Marcy Trail, une route pittoresque nommée en l'honneur de Theodore Roosevelt, alors vice-président des États-Unis. La route marque le chemin que Roosevelt prit en 1901, pour atteindre North Creek depuis Mont Marcy après avoir appris que le Président William McKinley avait été assassiné. La route a relativement peu d'histoire avant ces faits. La route était à l'origine une vieille route qui s'étendait du comté de Warren à Long Lake. Elle a été utilisée pour le transport dans l'industrie du minerai de fer à Newcomb, et pour l'industrie du bois à Minerva. L'État de New York a pris le contrôle de la route en 1909. La désignation NY 28N a été attribuée à la route dans le cadre de la renumérotation des autoroutes de l'État de New York en 1930, y incorporant une partie de la NY 10 d'avant 1930.

## Description

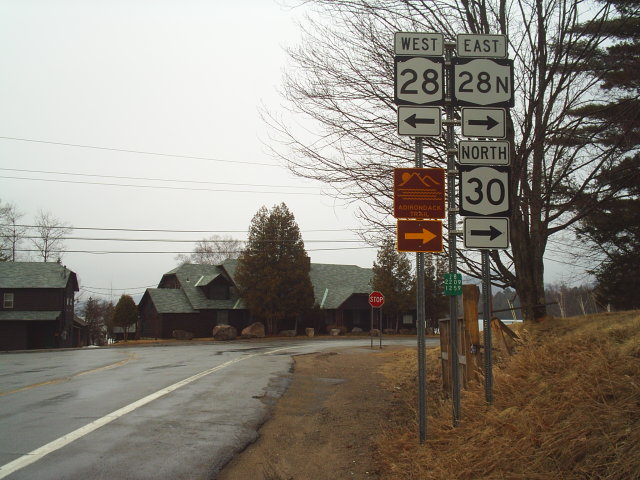
Terminus ouest de la NY 28N, vu depuis l'intersection entre la NY 28 et la NY 30 à Blue Mountain Lake.

La NY 28N commence à l'intersection entre la NY 28 et la NY 30, près du hameau de Blue Mountain Lake, dans la ville d’Indian Lake. La route, en parallèle avec la NY 30, se dirige vers le nord en passant par le hameau niché au pied de la Blue Mountain, l'un des plus hauts sommets du parc Adirondack s'élevant à 1 157 m d'altitude,. Les routes 28N et 30 de la piste nord, gagnent de l'altitude après la sortie de Blue Mountain Lake. Nichées entre la Blue Mountain et la Peaked Mountain, les routes 28N et 30 tournent en direction du nord-est. Après l'intersection avec la Salmon Pond Road, les routes serpentent à travers les collines et montagnes des Adirondacks. Les étangs Mud Pond et South Pond sont à l'ouest, et l'East Inlet Mountain est à l'est. Après avoir longé le lac Long et la base de l'East Inlet Mountain, les routes entrent dans le hameau de Long Lake, où elles se séparent. La route 30 prend la direction du nord-ouest, tandis que la NY 28N tourne vers l'est en direction de Newcomb,.

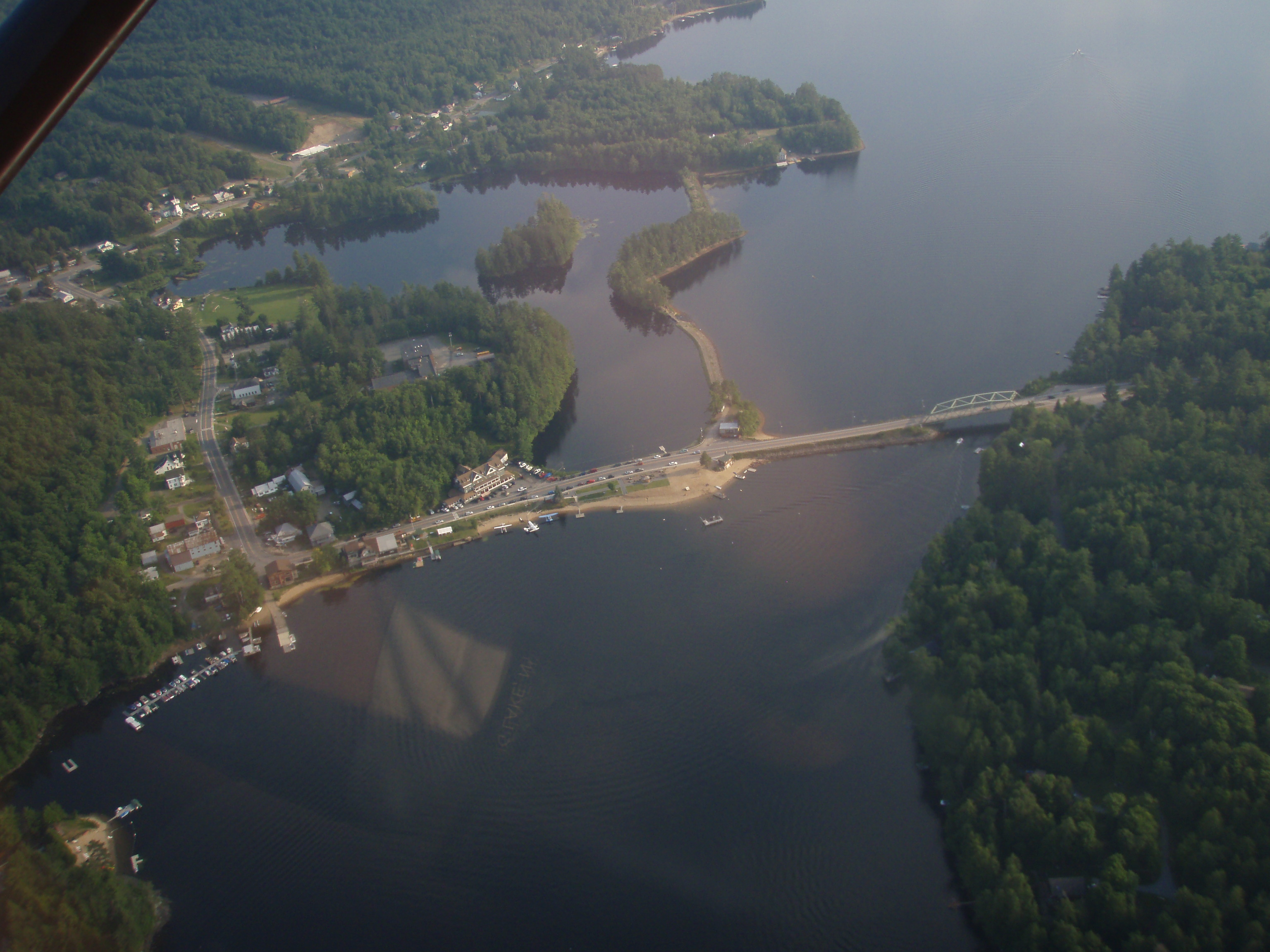
Long Lake vu depuis les airs.

Au-delà de Long Lake, la NY 28N traverse dans une région partiellement montagneuse ; avec d'abord la Pinnacle Mountain, un pic culminant à 658 m, puis monte vers le nord, tandis que les plaines se trouvent au sud. La route progresse vers l'est en passant la Windfall Mountain et continue à travers le centre du parc. La NY 28N traverse le comté d'Essex, où elle devient le Roosevelt–Marcy Trail, l'un des 13 chemins pittoresques du parc Adirondack,. La route, d'abord tournant au sud-est sur une courte distance, tourne à l'est de nouveau, en passant au sud du Rich Lake. Les deux voies de la route passent la Baldwin Mountain, au nord, pour entrer dans Newcomb, une ville isolée entre Long Lake et North Creek. La route sort de Newcomb, puis approche les berges du lac Harris. Après le passage de l'un de ces ruisseaux, la route tourne vers le sud-est et entre dans les Winebrook Hills.

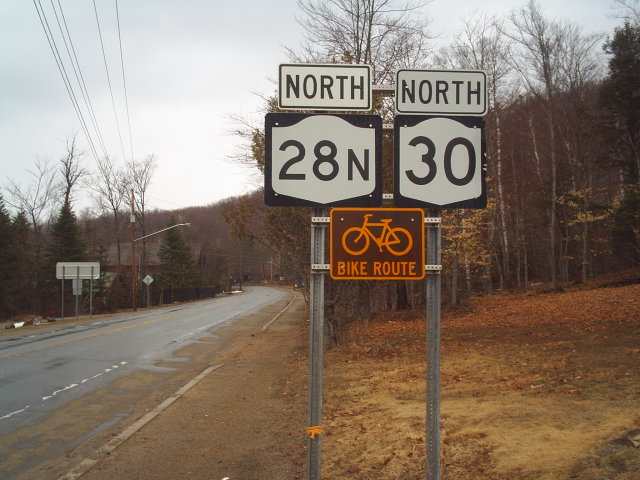
Route 28N en direction du nord, conjointement à la route 30 à Blue Mountain Lake.

La NY 28N traverse les Winebrook Hills, et coupe la première route signalisée depuis Long Lake, la County Road 75 (CR 75, appelée Eaton Lane) et la CR 84 (Blue Ridge Road). Cette dernière est un ancien pan de la NY 73. À proximité se situe la Vanderwhacker Mountain, un pic situé à 3 386 pieds (1 032 m) d'altitude, et une partie de la Vanderwhacker Mountain Wild Forest, que la route traverse également. La NY 28N prend alors la direction du sud, vers le hameau de Aiden Lair, et continue vers le comté de Warren. La route traverse Boreas Creek, qui s'écoule vers le sud-ouest du parc, et finit par passer une série de lacs. La NY 28N entre dans Minerva, où elle croise plusieurs routes de comté, y compris la CR 29, qui se dirige vers la frontière du comté de Warren et l'Interstate 87 (I-87).
La route, après être sortie de Minerva, passe la Moxham Mountain, un pic culminant à 2 200 pieds (671 m), et, enfin, traverse l'Hudson. La route se termine juste après son entrée à North Creek dans le Comté de Warren, à l'intersection avec la NY 28, sa route parente.
La NY 28N est classée en tant que route rurale locale, à l'exception de la section qui est superposée à la route 30, qui est classée en tant qu'artère urbaine mineure. En 2006, le chevauchement avec la route 30 avait un trafic moyen journalier annuel de 1 781 véhicules. La circulation est réduite à 1,231 véhicules par jour à partir de la fin du chevauchement avec la route 30, à l'intersection avec la Blue Ridge Road (CR 84). Au sud de cette intersection, la circulation est réduite à 350 jusqu'au hameau de Minerva, passant à 751 au sud de Minerva jusqu'à proximité de la frontière du comté. Le trafic augmente jusqu'à 1 248 véhicules par jour à partir de là jusqu'à la route 28 dans North Creek.

### Travaux de rénovation
Le département du transport de l'État de New York a prévu des travaux de rénovation de la NY 28N pour le printemps 2013, afin de réhabiliter le pont au-dessus de la partie supérieure de l'Hudson River Railroad. Le projet de 5,9 millions de dollars, qui devrait être terminé à l'automne 2015, sera pris en charge par l'état et par des fonds fédéraux. Le département des transports a également prévu de remplacer le pont au-dessus de Stillwater Brook, dans Minerva, par une structure plus forte. Le développement du projet est prévu pour 2014, et les enchères et la construction à compter de 2016. Le projet a été prévu pour finir en 2017, et doit coûter 1,1 million de dollars, fournis par l'état et les fonds fédéraux.

## Sources
- (en) Cet article est partiellement ou en totalité issu de l’article de Wikipédia en anglais intitulé « New York State Route 28N » (voir la liste des auteurs).